# Maredudd ab Owain ab Edwin
Maredudd ab Owain ab Edwin (... – 1072) è stato un principe del regno di Deheubarth (Galles meridionale).
Maredudd era figlio di Owain ab Edwin e discendeva da Hywel Dda, a cui il regno era stato tolto da Gruffydd ap Llywelyn, che unì la maggior parte del Galles sotto il suo scettro. Alla morte di Gruffydd (1063), Maredudd reclamò il Deheubarth.
Durante il regno di Maredudd iniziò la conquista normanna del Galles sud-orientale. Dopo una breve opposizione, Maredudd decise di non opporsi all'invasione del Gwent e in cambio ebbe terre in Inghilterra nel 1070. Nel 1072 fu ucciso nella battaglia del fiume Rhymni. Gli successe il fratello Rhys. Ebbe un figlio, Gruffydd, che visse in Inghilterra, nelle terre paterne prima di essere ucciso mentre tentava di recuperare il regno paterno da Rhys ap Tewdwr.